# Universidad CEU Cardenal Herrera
Universidad Ceu-Cardenal Herrera er et anset universitet beliggende i Valencia, Spanien

## Fakulteter
- Facultad de Humanidades y Ciencias de la Comunicación (humaniora og naturvidenskab)
- Facultad de Ciencias de la Salud (lægevidenskab)
- Facultad de Derecho, Empresa y Ciencias Políticas (jura)(handelshøjskole)
- Escuela Superior de Enseñanzas Técnicas (arkitektur og design)